# Genêts Anglet
El Genêts Anglet es un equipo de fútbol de Francia que juega en el Championnat National 3, la quinta división nacional. Con más de 700 socios, el club angloy es el primero en el ranking por número de socios en los Pirineos-Atlantiques.

## Historia
Fue fundado el 12 de abril de 1910 en la ciudad de Anglet por la parroquia católica local según las leyes, siendo oficial un año después. El club debe su nombre y sus colores "Amarillo y Verde", un homenaje a las flores que adornaron los bosques y cerdas de Anglet y a Eugenio Labaste, hijo del panadero de un establecimiento en el distrito de los Cinco Cantones. Los Genets se unieron a la Unión de los Pirineos en 1912.
En 1955, bajo la dirección del entrenador Larcebeau, los Genérts se establecieron en el sitio de Choisy, que albergó a la asociación durante 3 décadas a través de un acuerdo con el relevo parorquial.
Los Genêts Anglet entraron en la desaparecida CFA 2 al comienzo de la temporada 2003-2004 después de haber sido un club regular en la liga regional de Aquitania.
En 2017 el propietario vendió parte de la tierra para un programa de bienes raíces, y los Gents tuvieron que dejar su famosa "Villa Choisy" que fue destruida. El equipo de aficionados del club también se trasladará al Saint-Jean Stadium, el estadio principal de la ciudad de Anglet.
La ciudad de Anglet, que tras haber transformado ya el histórico campo de fútbol en ciernes que se ha quedado obsoleto con el tiempo, también entregará nuevas instalaciones a los Genets en 2018 mientras se aloja en el recinto de Choisy. Los edificios se dividieron en dos partes (una para actividades de Fútbol y sus 760 asociados, y la otra para Música, Danza y Gimnasia y sus 220 miembros)
La inauguración tuvo lugar el 26 de mayo de 2018 y fue organizada por el alcalde de Anglet Claude Olive, y los presidentes Fabrice Berassen (Génes d'Anglet) y Frédéric Teiletche (Géntas d'Anglet Football).7
En la temporada 2018-19, Cédric Pardeilhan fue nombrado entrenador en jefe.

## Cronología
- 1910: Establecimiento de la Sección de Asociación y de Fútbol
- 1960: 50 aniversario. Los Génes se reorganizaron tras la desaparición de ciertas secciones, y constituyeron tres que siempre habían permanecido en la historia: Fútbol, la Banda, Angeluarrak (canción y danza vasca)
- 2002-2003: Ronda de 32 en la Copa de Francia (perdiendo 0-1 contra En Avant de Guingamp, entonces en la Ligue 1, gol de Didier Drogba)
- 2003-2004: ascenso a la CFA 2
- 2004-2005: ascenso en CFA
- 2006-2007: Mantenimiento en la CFA. Temporada difícil con un margen estrecho de salvación.
- 2007: La Sección de Fútbol se convierte en una asociación de pleno derecho, siguiendo los requisitos de la FFF (y DNCG). La asociación Anglet Gens transfiere su número de miembros, y los nuevos estatutos disponen que todos los miembros permanezcan adscritos a la histórica asociación
- 2007-2008: Hermosa primera parte de la temporada con una posición de liderazgo a menudo ocupada. El primer equipo se cayó durante la fase de vuelta, dejando al Bayon Aviron para entrar en el campeonato nacional (3.ª división).
- 2008-2009: Continuó la CFA (15° de los 18 equipos del Grupo C).
- 2009-2010: retención en CFA. "El milagro del Centenario": en el último día, los Genúts deben esperar que no ganara el Burdeos B o Fontenay Vendée y ganar de su lado. Mientras vencían al US Colomiers (2-1), Fontenay había ganado y que Burdeos lideró 1-0 contra Niort en el eminuto 90. El milagro ocurrirá en el minuto 91 cuando los Niortais igualarán, mandando al Burdeos B a la CFA 2.
- 2010: Centenario
- 2011-2012: descenso en CFA 2
- 2015-2016: Octava ronda de la Copa de Francia (1/64 de final), derrota 0-0 (4-5 pen.) ante Chamois Niortais, club de la Ligue 2.